# Tetsuya Okubo
Tetsuya Okubo (大久保 哲哉 Okubo Tetsuya?, nacido el 9 de marzo de 1980 en Kanagawa) es un futbolista japonés que se desempeña como delantero.

## Trayectoria

### Clubes
| Club                | País  | Año         |
| ------------------- | ----- | ----------- |
| Yokohama FC         | Japón | 2003 - 2004 |
| Sagawa Express      | Japón | 2005 - 2006 |
| Kashiwa Reysol      | Japón | 2007        |
| Avispa Fukuoka      | Japón | 2008 - 2010 |
| Montedio Yamagata   | Japón | 2011        |
| Yokohama FC         | Japón | 2012 - 2017 |
| Tochigi SC          | Japón | 2014        |
| Thespakusatsu Gunma | Japón | 2018 -      |

## Estadística de carrera

### J. League
| Club              | Año   | J. League | J. League | Copa J. League | Copa J. League | Total | Total |
| Club              | Año   | Part.     | Goles     | Part.          | Goles          | Part. | Goles |
| ----------------- | ----- | --------- | --------- | -------------- | -------------- | ----- | ----- |
| Yokohama FC       | 2003  | 20        | 3         | -              | -              | 20    | 3     |
| Yokohama FC       | 2004  | 17        | 1         | -              | -              | 17    | 1     |
| Kashiwa Reysol    | 2007  | 2         | 0         | 0              | 0              | 2     | 0     |
| Avispa Fukuoka    | 2008  | 41        | 14        | -              | -              | 41    | 14    |
| Avispa Fukuoka    | 2009  | 48        | 16        | -              | -              | 48    | 16    |
| Avispa Fukuoka    | 2010  | 36        | 9         | -              | -              | 36    | 9     |
| Montedio Yamagata | 2011  | 20        | 4         | 1              | 0              | 21    | 4     |
| Yokohama FC       | 2012  | 42        | 12        | -              | -              | 42    | 12    |
| Yokohama FC       | 2013  | 27        | 12        | -              | -              | 27    | 12    |
| Tochigi SC        | 2014  | 36        | 9         | -              | -              | 36    | 9     |
| Yokohama FC       | 2015  | 42        | 7         | -              | -              | 42    | 7     |
| Yokohama FC       | 2016  | 39        | 6         | -              | -              | 39    | 6     |
| Yokohama FC       | 2017  | 22        | 5         | -              | -              | 22    | 5     |
| Total             | Total | 392       | 98        | 1              | 0              | 393   | 99    |